# بهرمان باهر
بَهْرَمَان باهر (الاسم العلمي: Pericrocotus speciosus ) طائر عابر صغير. يوجد هذا البهرم في جنوب آسيا الاستوائية من شمال شرق الهند إلى جنوب الصين وإندونيسيا والفلبين . هم من الطيور المقيمة الشائعة في الغابات وغيرها من الموائل المشجرة جيدًا بما في ذلك الحدائق ، خاصة في المناطق الجبلية.